# Ilja Grigorjewitsch Tschaschnik

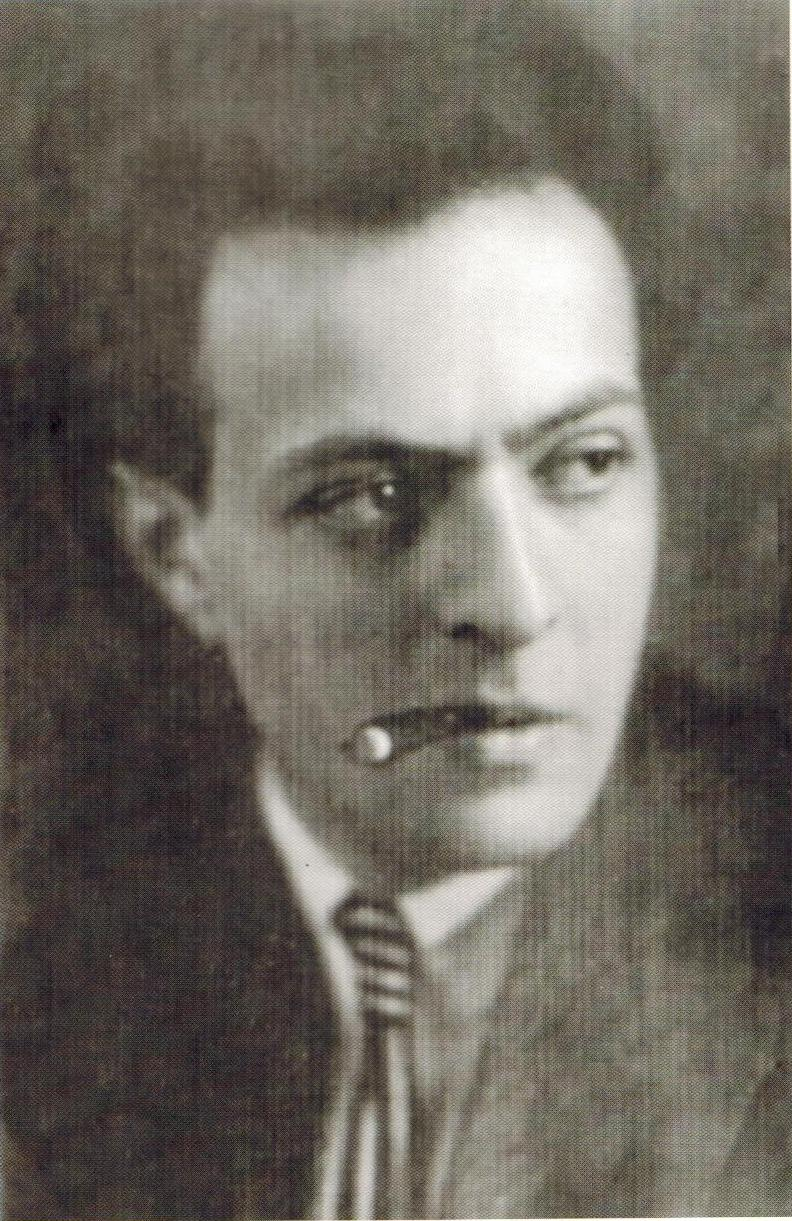
Ilja Tschaschnik, 1923

Ilja Grigorjewitsch Tschaschnik (russisch Илья Григорьевич Чашник, wiss. Transliteration Il'ja Grigor'jevič Čašnik; * 12. Junijul. / 25. Juni 1902greg. in Ljuzin, Russisches Kaiserreich; † 4. März 1929 in Leningrad) war ein russischer Künstler der Russischen Avantgarde, der vor allem die Grundideen des Suprematismus in die angewandte Kunst übertrug.

## Leben und Werk
Tschaschnik wurde in Lettland geboren, seine Familie zog jedoch später nach Witebsk, wo er Unterricht bei Jehuda Pen erhielt.
1919 ging er nach Moskau, um an den Freien Staatlichen Kunstwerkstätten zu studierten, kehrte jedoch im Sommer 1919 bereits nach Witebsk zurück und studierte ab 1919 an der Kunstschule in Witebsk. Seine Lehrer waren zunächst Marc Chagall und später Kasimir Malewitsch und El Lissitzky.
Er war ein Anhänger Malewitschs und mit Nikolai Suetin, Lasar Chidekel und anderen Anfang 1920 Mitbegründer der Künstlergruppe UNOWIS. 1920 gründete er mit Lasar Chidekel die Zeitschrift Aero, von der eine Ausgabe erschien.
Er folgte Malewitsch 1922 nach Petrograd und wurde dort 1923–1926 dessen wissenschaftlicher Mitarbeiter am Museum für künstlerische Kultur, dem Vorgänger des GINChUK. Nach der Auflösung des GINChUK arbeitete er in einem Architekturbüro von Alexander Nikolski.
Tschaschnik entwarf ab 1922 auf Basis der suprematistische Ideen Porzellan für die Lomonossow-Porzellanfabrik in Leningrad, an der auch Nikolai Suetin tätig war. 1925 stellt er auf der Weltausstellung in Paris aus und 1928 auf der Pressa in Köln. Ab 1927 war er Leiter der ISORAM-Werkstätten in Leningrad.
1929 starb Tschaschnik nach einer Operation an den Folgen einer Blinddarmentzündung.
Sein Sohn war der Architekt Ilja I. Tschaschnik (1929–1977), der mit der Architektin Nina Suetina, der Tochter von Sarra Abramowna Kamenetskaja (1916–1942) und Nikolai Suetin, verheiratet war.

## Bildergalerie

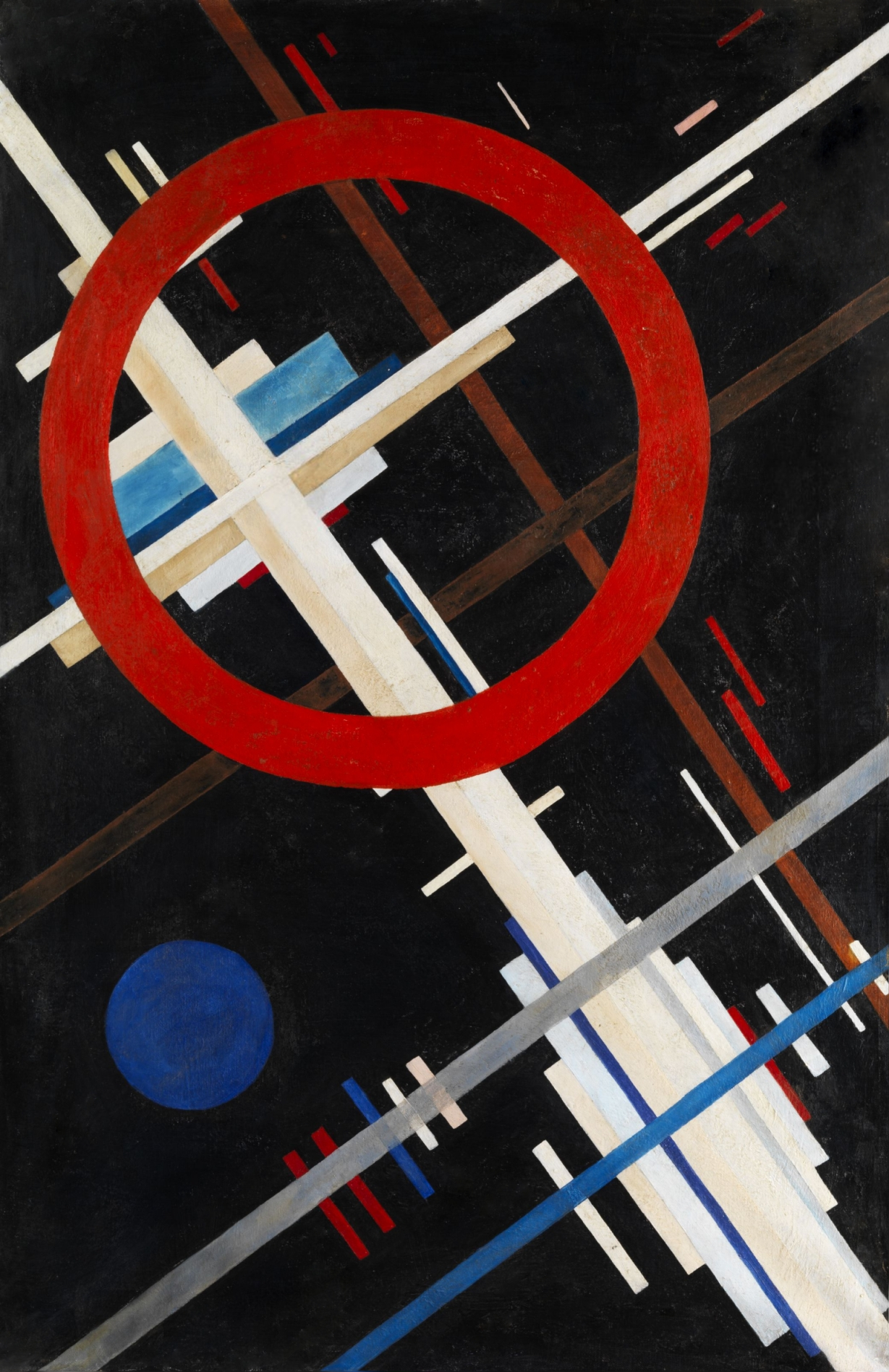
Suprematische Komposition
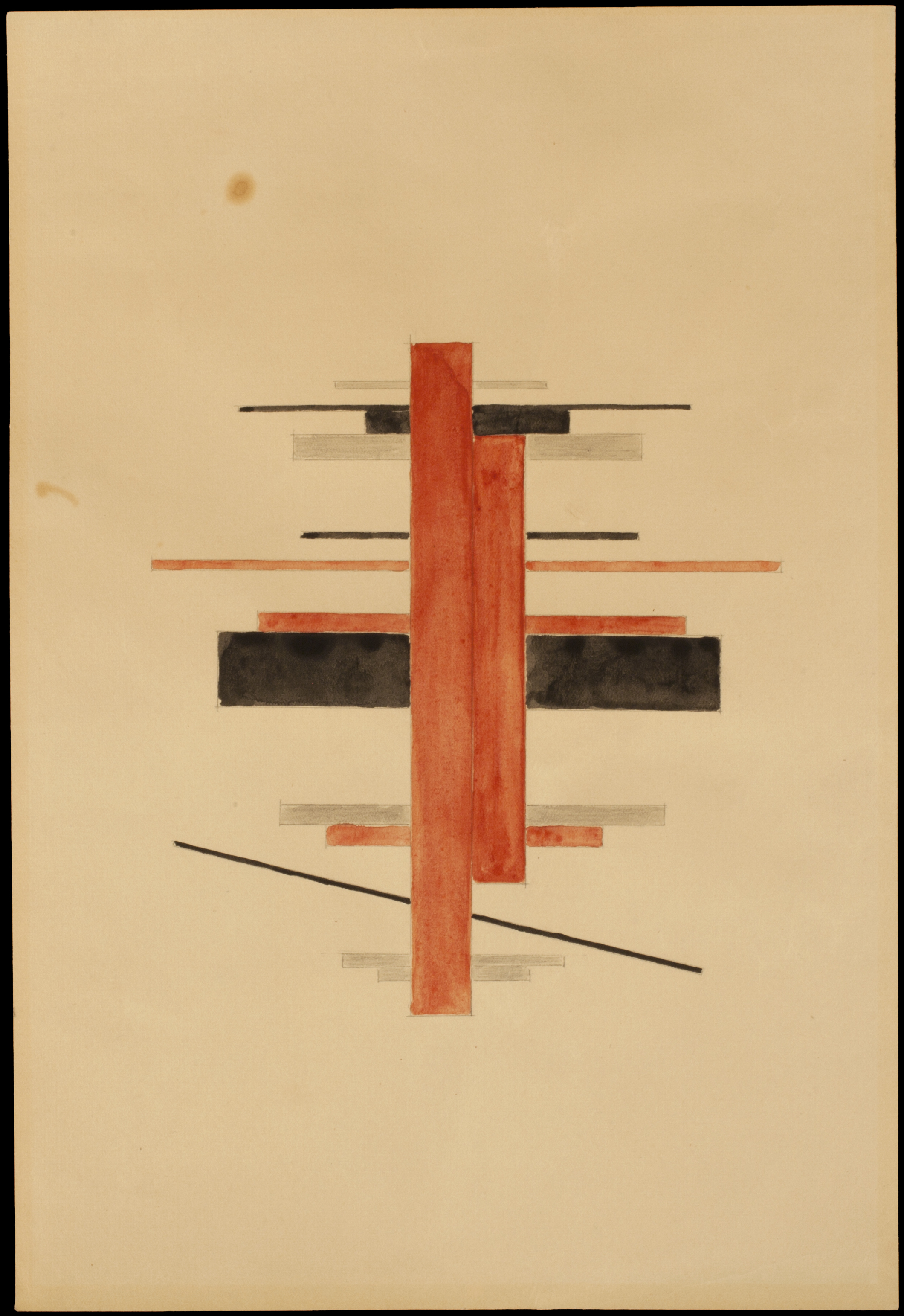
Suprematische Komposition, Öl auf Leinwand, 1920, M.T. Abraham Foundation
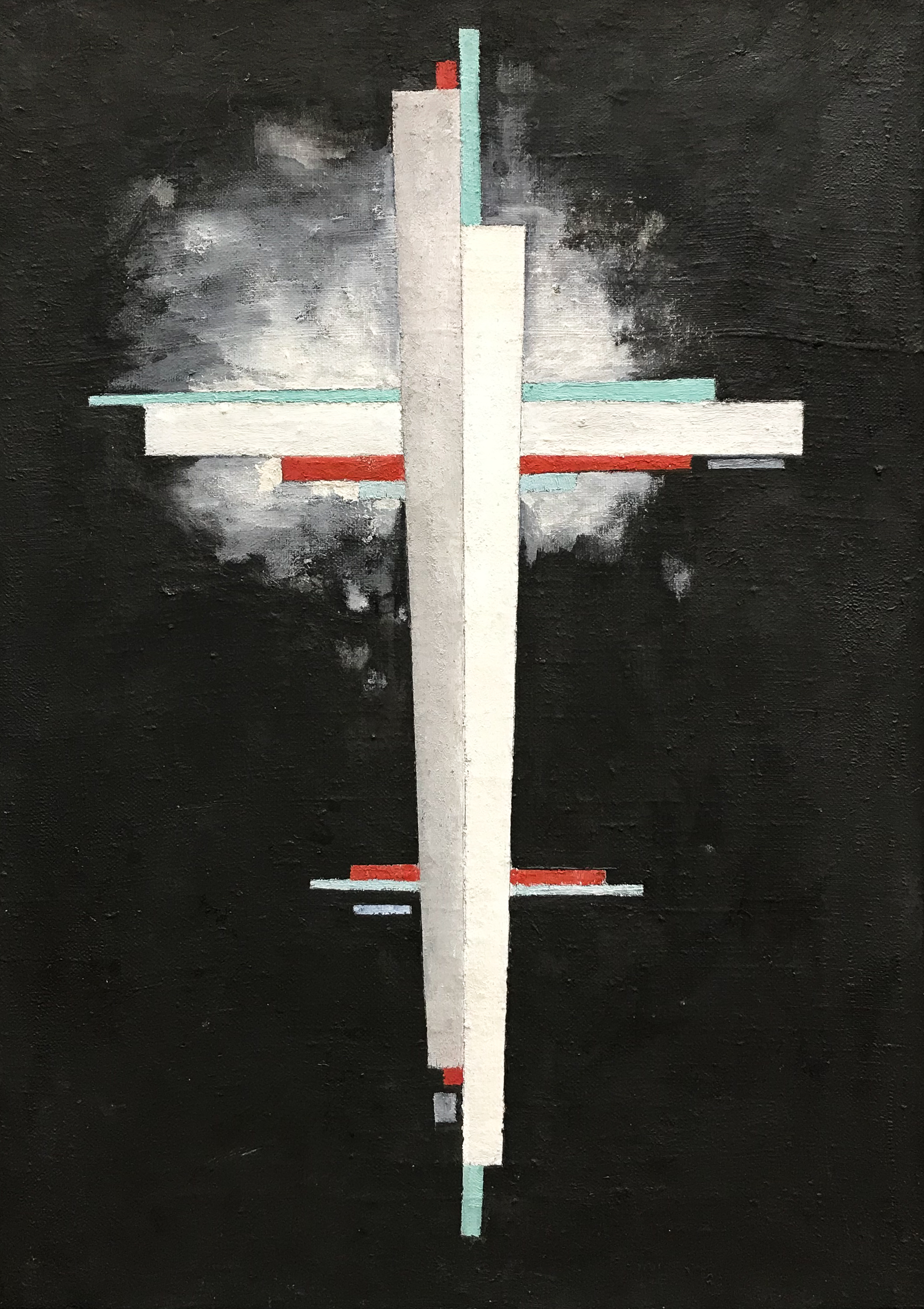
Suprematische Komposition, 1923